# Verrières, Marne

Verrières este o comună în departamentul Marne, Franța. În 2009 avea o populație de 408 de locuitori.